# Stylogomphus albistylus
Stylogomphus albistylus – gatunek ważki z rodziny gadziogłówkowatych (Gomphidae). Występuje na terenie Ameryki Północnej.